# Argyroneta aquatica
La araña de agua (Argyroneta aquatica) es una especie de araña araneomorfa de la familia Dictynidae. Se encuentra en Europa y Asia.

## Descripción
Presenta la parte anterior del cuerpo (prosoma) de color marrón oscuro y la posterior (opistosoma) gris. La hembra mide de 8 a 9 mm de longitud corporal, mientras que el macho llega a medir entre 10 y 15 mm.

## Comportamiento
Se trata de una de las pocas especies de araña que vive permanentemente bajo el agua, en estanques y charcos. Se alimenta de animales acuáticos, incluyendo crías de peces. Aunque caza, come y se reproduce dentro del agua y puede nadar y bucear, esta araña respira con pulmones, como todas las demás. Para poder vivir bajo el agua se fabrica una cámara de aire de forma acampanada a base de seda y la sujeta a una planta acuática. Para llenar la cámara, capta burbujas de aire de la superficie y las arrastra hasta allí al engancharlas en el fino pelaje que cubre su cuerpo.